# Nazionale maschile di calcio della Repubblica del Congo
La nazionale maschile di calcio della Repubblica del Congo (in francese Équipe du Congo de football) è la rappresentativa nazionale calcistica dell'omonimo paese africano ed è posta sotto l'egida della Fédération Congolaise de Football.
Fu costituita nel 1962 e nello stesso anno ottenne l'affiliazione alla FIFA. Non ha mai preso parte alla fase finale del campionato del mondo, ma ha raggiunto importanti traguardi a livello continentale, come la vittoria nella Coppa d'Africa 1972 e il successo nel torneo di calcio dei Giochi panafricani del 1965 (disputati in casa). I giocatori della selezione vengono soprannominati Diables rouges (Diavoli rossi), proprio come i calciatori del Belgio.
Nella graduatoria FIFA in vigore da agosto 1993 il miglior posizionamento raggiunto dal Congo è stato il 48º posto nel settembre 2014, mentre il peggiore è stato il 139º posto di aprile 1996; occupa il 94º posto della graduatoria.

## Storia

### Esordi
La nazionale della Repubblica del Congo esordì nel febbraio 1960 in amichevole contro la Costa d'Avorio, contro la quale perse per 4-2. Il primo incontro ufficiale lo disputò il 13 aprile, quando sconfisse La Riunione per 4-1 e si qualificò per i quarti di finale del torneo tra nazionali francofone tenuto sull'isola di Madagascar, dove il 15 aprile sconfisse per 3-2 gli ivoriani. Perse poi per 5-4 contro il Camerun in semifinale il 17 aprile e per 8-1 contro il Madagascar nella finale per il terzo posto, il 19 aprile, chiudendo dunque al quarto posto il torneo.
Nell'aprile 1963 disputò i Giochi dell'Amicizia in Senegal, dove affrontò Tunisia, Costa d'Avorio, Congo Kinshasa e Mauritania. Persa la partita d'esordio contro la Tunisia (2-0) il 13 aprile, batté la Costa d'Avorio per 3-2 l'indomani, per 2-1 il Congo Kinshasa il 15 aprile e per 11-0 la Mauritania il 17 aprile, ma non si qualificò per il turno successivo.
Nel luglio 1965 ospitò i Giochi panafricani del 1965, prima edizione del torneo, dove affrontò nel girone Mali, Uganda e Togo. Il 18 luglio pareggiò per 1-1 contro il Mali, l'indomani batté per 2-1 l'Uganda e il 21 luglio pareggiò per 1-1 contro il Togo, avanzando alla semifinale, dove affrontò e regolò la Costa d'Avorio per 1-0 il 23 luglio. Il 25 luglio pareggiò per 0-0 contro il Mali nella finale, ma vinse perché ottenne più calci d'angolo degli avversari (dieci contro uno) nella partita conclusiva del torneo.
L'11 gennaio 1967 il Congo giocò per la prima volta contro una nazionale non africana, la Romania, e la batté per 1-0 in amichevole. Il 19 febbraio 1967 esordì nelle qualificazioni alla Coppa d'Africa sul campo della Tunisia, pareggiando per 1-1. Il 2 agosto di quell'anno ospitò una partita di qualificazione contro il Camerun e lo batté per 2-1, qualificandosi così alla fase finale della Coppa d'Africa 1968.
La fase finale del torneo si tenne in Etiopia nel gennaio 1968. Inserito in un girone con Zaire, Senegal e Ghana, il Congo perse per 3-0 contro lo Zaire il 12 gennaio e due giorni dopo perse anche contro il Senegal, per 2-1 (gol di Jeannot Foutika). Il 16 gennaio uscì sconfitto pure dalla gara contro il Ghana (3-1, gol di Jean-Michel Mbono) e fu eliminato.
Il 16 giugno 1968 giocò un'altra amichevole contro la nazionale rumena, vinta per 4-2. Il 30 luglio dello stesso anno giocò per la prima volta contro una nazionale sudamericana, il Brasile, che si impose per 2-0 in Congo.

### La vittoria in Coppa d'Africa (1972)
Nel 1972 il Congo allenato da Adolphe Bibanzoulou vinse la Coppa d'Africa alla sua seconda partecipazione al torneo. Dopo aver superato Nigeria e poi Costa d'Avorio nei turni preliminari, nella fase finale pareggiò contro il Marocco (1-1, gol di Paul Moukila), poi fu sconfitto dallo Zaire per 2-0 e sconfisse per 4-2 il Sudan (doppietta di Jean-Michel Mbono e gol di François M'Pelé e Jonas Bahamboula), superando così il girone come seconda classificata alle spalle dello Zaire. Poi prevalse in semifinale per 1-0 (gol di Noël Minga) sul Camerun padrone di casa e in finale batté il Mali per 3-2 (doppietta di Mbono e gol di M'Pelé), laureandosi campione d'Africa per la prima e sinora unica volta nella propria storia. Il calciatore più rappresentativo di quel Congo era sicuramente François M'Pelé, attivo dalla metà degli anni '60 ai primi anni '80, prima in patria e poi a lungo nel campionato francese, con le maglie di Ajaccio, Paris Saint-Germain, Lens e Rennes.

### Anni settanta e ottanta
Eliminato dalla Nigeria al primo turno delle qualificazioni al mondiale del 1974, il Congo di Robert Ndoudi si qualificò automaticamente per la Coppa d'Africa 1974 in quanto detentore del titolo continentale. Nella fase finale vinse per 2-0 contro Mauritius (gol di Moukila e Sébastien Lakou) e per 2-1 contro lo Zaire (gol di Minga e Mbono), poi pareggiò per 1-1 contro la Guinea (gol di Jean-Jacques N'Domba), qualificandosi al turno successivo come prima del girone. In semifinale perse per 4-2 contro lo Zambia (gol di N'Domba e M'Pelé), per poi uscire sconfitto anche dalla finale per il terzo posto contro l'Egitto (4-0).
Il 7 luglio 1976 fece registrare la vittoria più larga della propria storia, battendo 11-0 São Tomé e Príncipe in Gabon. Nelle eliminatorie della Coppa d'Africa 1976 uscì contro la Nigeria al secondo turno dopo aver eliminato al primo turno la Costa d'Avorio.
Nelle qualificazioni al campionato del mondo 1978 superò il Camerun al primo turno, ma fu eliminato dalla Costa d'Avorio al secondo turno. Le cose non andarono meglio alla Coppa d'Africa 1978, dove il Congo arrivò eliminando nei turni preliminari il Camerun. I congolesi subirono due sconfitte (1-3 contro l'Uganda con gol di Jacques Mamounoubala e 0-1 contro il Marocco) e raccolsero un pari contro la Tunisia (0-0), chiudendo con l'eliminazione al primo turno.
Nella Coppa UDEAC il Congo fu finalista nel 1984 e nel 1985, entrambe le volte sconfitto, da Camerun e Gabon.

### Anni novanta
Nel 1990 vinse il trofeo in casa, battendo in finale il Camerun (2-1).
Qualificatosi alla Coppa d'Africa 1992, pareggiò contro Costa d'Avorio (0-0) e Algeria (1-1, gol di Pierre Tchibota), risultati sufficienti per accedere alla fase a eliminazione diretta, grazie al secondo posto nel minigirone. Ai quarti di finale fu sconfitto per 2-1 (gol di Tchibota) dal Ghana ed eliminato.
Nelle eliminatorie del campionato del mondo 1994 uscì al primo turno, contro Nigeria e Sudafrica. Finalista ai Giochi della Francofonia del 1997, non andò lontano dalla qualificazione al campionato del mondo 1998. Superata al primo turno la Costa d'Avorio, il Congo si piazzò secondo nel girone di secondo turno, dietro il Sudafrica e davanti a Zambia e RD del Congo. Dopo aver sconfitto in casa Zambia, Rep. Democratica del Congo e Sudafrica, all'ultima giornata con una vittoria avrebbe ottenuto la qualificazione al mondiale francese, ma perse per 1-0 in casa del Sudafrica e fu eliminato.

### Anni duemila
Dopo essersi qualificato alla Coppa d'Africa 2000 fu eliminato al primo turno, a causa di due sconfitte contro Marocco (0-1) e Tunisia (0-1) e al pareggio contro la Nigeria (0-0).
Non riuscì a qualificarsi per il campionato del mondo 2002. Dopo aver eliminato la Guinea Equatoriale al primo turno, nel girone di secondo turno si classificò ultimo, dietro a Madagascar, Tunisia, Costa d'Avorio e Repubblica Democratica del Congo. Fu assente anche dalla Coppa del mondo 2006, eliminato nelle qualificazioni, dove estromise la Sierra Leone al primo turno, ma si piazzò quarto su sei squadre nel girone di secondo turno, dietro Togo, Senegal, Zambia e davanti a Mali, Liberia.
Nel 2007 vinse la Coppa CEMAC in Ciad, battendo in finale il Gabon per 1-0 (gol di Destin Makita) e l'anno dopo arrivò in finale del torneo, ma fu sconfitto dal Camerun (0-3). Inserito in un girone di qualificazione al campionato del mondo 2010 con Mali, Sudan e Ciad, si piazzò terzo, mancando l'accesso alla fase seguente.

### Anni duemiladieci
Nel 2010 vinse nuovamente la Coppa CEMAC battendo in finale il Camerun padrone di casa per 9-8 ai tiri di rigore (1-1 dopo i tempi supplementari, gol di Jusly Gitel Boukama-Kaya).
Qualificatosi alla Coppa d'Africa 2015, dopo aver vinto il proprio girone di prima fase uscì ai quarti di finale, sconfitto per 4-2 dalla Repubblica Democratica del Congo.
Alla Coppa d'Africa 2017, il Marocco finì secondo nel girone: nonostante una sconfitta iniziale a sorpresa contro la RD del Congo, riuscì a rifarsi battendo il Togo e i campioni in carica della Costa d'Avorio, che vennero entrambi eliminati. Fu però eliminato ai quarti dall'Egitto, futuro finalista del torneo.
La Coppa d'Africa 2019, la prima col formato a 24 squadre, il Marocco concluse il girone a punteggio pieno, seguito da Costa d'Avorio, Sudafrica e Namibia. Perse però agli ottavi contro il Benin ai rigori per 4-1, dopo che i supplementari erano finiti 1-1.
Il Marocco riuscì anche a qualificarsi per la Coppa d'Africa 2021, dove superò senza troppi problemi il girone della fase finale a scapito del deludente Ghana e seguito dal Gabon e dalle sorprendenti Comore, esordienti del torneo.

## Commissari tecnici
- Amoyen Bibanzulu (1972)
- Cicerone Manolache (1974-1976)
- Yvon Goujon (1986-1987)
- Noël Minga  (1992-1993)
- David Memy (1997-1998)
- Alain Nestor Ngouinda (1998-1999)
- David Memy (1999-2000)
- Camille Ngakosso (2000)
- Gaston Tchangana (2001)
- Noël Minga (2001)
- Eugen Moldovan (2001-2002)
- Alain Nestor Ngouinda (2002)
- Claude Andrey (2002-2003)
- Jean-Paul Bernard (2003)
- Michel Hidalgo (2004)
- Christian Létard (2004-2005)
- Gaston Tchangana (2005-2006)
- Noël Tosi (2006-2007)
- Gaston Tchangana (2007-2008)
- Ivica Todorov (2008-2010)
- Robert Corfou (2010-2011)
- Camille Ngakosso (2011)
- Jean-Guy Wallemme (2011-2012)
- Kamel Djabour (2012-2013)
- Claude Le Roy (2013-2015)
- Pierre Lechantre (2016)
- Barthélémy Ngatsono (2016-2017)
- Sébastien Migné (2017-2018)
- Valdo Filho (2018-)

## Palmarès
- Coppa d'Africa: 1

Camerun 1972
- Coppa UDEAC :

1 vittoria  (1990)

## Partecipazioni ai tornei internazionali

### Campionato del mondo
- Dal 1930 al 1962 - Non partecipante
- 1966 - Ingresso non accettato dalla FIFA
- 1970 - Non partecipante
- Dal 1974 al 1978 - Non qualificata
- Dal 1982 al 1990 - Non partecipante
- Dal 1994 al 2026 - Non qualificata

### Coppa d'Africa
- Dal 1957 al 1965 - Non partecipante
- 1968 - Primo turno
- 1970 - Non partecipante
- 1972 - Campione
- 1974 - Quarto posto
- 1976 - Non qualificata
- 1978 - Primo turno
- Dal 1980 al 1988 - Non qualificata
- 1990 - Non partecipante
- 1992 - Quarti di finale
- Dal 1994 al 1998 - Non qualificata
- 2000 - Primo turno
- 2002 - Non qualificata
- 2004 - Non qualificata
- 2006 - Non qualificata
- 2008 - Non qualificata
- 2010 - Non qualificata
- 2012 - Non qualificata
- 2013 - Non qualificata
- 2015 - Quarti di finale
- 2017 - Non qualificata
- 2019 - Non qualificata
- 2021 - Non qualificata
- 2023 - Non qualificata
- 2025 - Non qualificata

## Statistiche dettagliate sui tornei internazionali

### Coppa d'Africa
| Anno | Luogo                      | Piazzamento      | V | N | P | Gol  |
| ---- | -------------------------- | ---------------- | - | - | - | ---- |
| 1957 | Sudan                      | Non partecipante | - | - | - | -    |
| 1959 | Rep. Araba Unita           | Non partecipante | - | - | - | -    |
| 1962 | Impero d'Etiopia           | Non partecipante | - | - | - | -    |
| 1963 | Ghana                      | Non partecipante | - | - | - | -    |
| 1965 | Tunisia                    | Non partecipante | - | - | - | -    |
| 1968 | Impero d'Etiopia           | Primo turno      | 0 | 0 | 3 | 2:8  |
| 1970 | Sudan                      | Non partecipante | - | - | - | -    |
| 1972 | Camerun                    | Campione         | 3 | 1 | 1 | 9:7  |
| 1974 | Egitto                     | Quarto posto     | 2 | 1 | 2 | 7:10 |
| 1976 | Etiopia                    | Non qualificata  | - | - | - | -    |
| 1978 | Ghana                      | Primo turno      | 0 | 1 | 2 | 1:4  |
| 1980 | Nigeria                    | Non qualificata  | - | - | - | -    |
| 1982 | Libia                      | Non qualificata  | - | - | - | -    |
| 1984 | Costa d'Avorio             | Non qualificata  | - | - | - | -    |
| 1986 | Egitto                     | Non qualificata  | - | - | - | -    |
| 1988 | Marocco                    | Non qualificata  | - | - | - | -    |
| 1990 | Algeria                    | Non partecipante | - | - | - | -    |
| 1992 | Senegal                    | Quarti di finale | 0 | 2 | 1 | 2:3  |
| 1994 | Tunisia                    | Non qualificata  | - | - | - | -    |
| 1996 | Sudafrica                  | Non qualificata  | - | - | - | -    |
| 1998 | Burkina Faso               | Non qualificata  | - | - | - | -    |
| 2000 | Ghana / Nigeria            | Primo turno      | 0 | 1 | 2 | 0:2  |
| 2002 | Mali                       | Non qualificata  | - | - | - | -    |
| 2004 | Tunisia                    | Non qualificata  | - | - | - | -    |
| 2006 | Egitto                     | Non qualificata  | - | - | - | -    |
| 2008 | Ghana                      | Non qualificata  | - | - | - | -    |
| 2010 | Angola                     | Non qualificata  | - | - | - | -    |
| 2012 | Gabon / Guinea Equatoriale | Non qualificata  | - | - | - | -    |
| 2013 | Sudafrica                  | Non qualificata  | - | - | - | -    |
| 2015 | Guinea Equatoriale         | Quarti di finale | 2 | 1 | 1 | 6:6  |
| 2017 | Gabon                      | Non qualificata  | - | - | - | -    |
| 2019 | Egitto                     | Non qualificata  | - | - | - | -    |
| 2021 | Camerun                    | Non qualificata  | - | - | - | -    |

## Tutte le rose

### Coppa d'Africa
Coppa d'Africa 1972P Matsima, P Mboungou, P Tandou, D Boukaka, D Dengaki, D Ndolou, D Ngassaki, D Niangou, D Samba, C Balékita, C Matongo, C Mayanda, C Mbemba, C Mfoutou, C Minga-Tchibinda, A Bahamboula, A M'Bono, A Moukila, A M'Pelé, A Ndouli, A Ongagna, A Poaty, CT: Bibanzoulou
Coppa d'Africa 1992P Mouanga, P Ngoya, P Samba, D Baloki, D Bouketo, D Mbongo, D Mouyabi, D Nsombi, D Ntounou, D Okemba, C Bongo, C J. C. Mbemba, C J. M. Mbemba, C Moukassa, C N'Domba, C Nzamba, C Tsoumou, A Amouzoud, A Makita, A Malonga, A Ngapy, A Tchibota-Zaou, CT: Minga
Coppa d'Africa 20001 Samba, 2 Bitoumbou, 3 Diamesso, 4 Nkeoua, 5 Oponga, 6 Moyimbouabéka, 7 Bokatola, 8 Embingou, 9 Akiana, 10 Malonga, 11 Ewolo, 12 Younga-Mouhani, 13 Ntounou, 14 Guié-Mien, 15 Service, 16 Etouayo, 17 Eta, 18 Ibara, 19 Nanitélamio, 20 Makaya-Tschitenbo, 21 Tchimbakala, 22 Mouko, CT: Mémy
Coppa d'Africa 20151 Mafoumbi, 2 N'Ganga, 3 Nganga, 4 Ngonga, 5 Bouka Moutou, 6 Bissiki, 7 Oniangué, 8 Ndinga, 9  M'Boussy, 10 Doré, 11 N'Guessi, 12 Litsingi, 13 Bifouma, 14 Gandzé, 15 Douniama, 16 Massa, 17 C. Malonga, 18 Baudry, 19 D. Malonga, 20 Binguila, 21 Babélé, 22 Ndzila, 23 Mavoungou, CT: Le Roy

## Rosa attuale
Lista dei giocatori convocati per le partite di qualificazione alla Coppa d'Africa 2021 contro Senegal e Guinea-Bissau.
|  | P | Christoffer Mafoumbi | 3 marzo 1994      | 22 | 0  | Morecambe           |  |  |
|  | P | Pavelh Ndzila        | 12 gennaio 1995   | 7  | 0  | Étoile du Congo     |  |  |
|  | P | Giscard Mavoungou    | 30 novembre 1999  | 0  | 0  | AS Cheminots        |  |  |
|  |   |                      |                   |    |    |                     |  |  |
|  | D | Dimitri Bissiki      | 17 marzo 1991     | 40 | 0  | Otôho               |  |  |
|  | D | Carof Bakoua         | 9 settembre 1993  | 16 | 2  | Olympique Khouribga |  |  |
|  | D | Fernand Mayembo      | 9 gennaio 1996    | 13 | 1  | Le Havre            |  |  |
|  | D | Béranger Itoua       | 9 maggio 1992     | 11 | 0  | Sohar               |  |  |
|  | D | Hugo Konongo         | 14 febbraio 1992  | 4  | 0  | Svincolato          |  |  |
|  | D | Ravy Tsouka          | 23 dicembre 1994  | 3  | 0  | Helsingborg         |  |  |
|  | D | Dorvel Dibékou       | 17 novembre 1998  | 2  | 0  | Étoile du Congo     |  |  |
|  | D | Cervelie Ikouma      | 20 ottobre 1985   | 0  | 0  | CARA                |  |  |
|  |   |                      |                   |    |    |                     |  |  |
|  | C | Amour Loussoukou     | 5 dicembre 1996   | 13 | 0  | Stade Tunisien      |  |  |
|  | C | Durel Avounou        | 25 settembre 1997 | 12 | 0  | Caen                |  |  |
|  | C | Harvy Ossété         | 18 agosto 1999    | 5  | 0  | Diables Noirs       |  |  |
|  | C | Gaius Makouta        | 25 luglio 1997    | 3  | 1  | Beroe               |  |  |
|  | C | Yhoan Andzouana      | 13 dicembre 1996  | 1  | 0  | K.S.V. Roeselare    |  |  |
|  |   |                      |                   |    |    |                     |  |  |
|  | A | Thievy Bifouma       | 13 maggio 1992    | 31 | 15 | Yeni Malatyaspor    |  |  |
|  | A | Junior Makiesse      | 12 giugno 1993    | 21 | 3  | Tataouine           |  |  |
|  | A | Prince Ibara         | 7 febbraio 1996   | 11 | 3  | Neftçi Baku         |  |  |
|  | A | Silvère Ganvoula     | 22 giugno 1996    | 8  | 2  | VfL Bochum          |  |  |
|  | A | Yann Mokombo         | 6 settembre 1994  | 3  | 1  | Étoile du Congo     |  |  |
|  | A | Juvhel Tsoumou       | 27 dicembre 1990  | 3  | 0  | Shenyang Urban      |  |  |